# Sociëteit De Vereeniging (Den Haag)

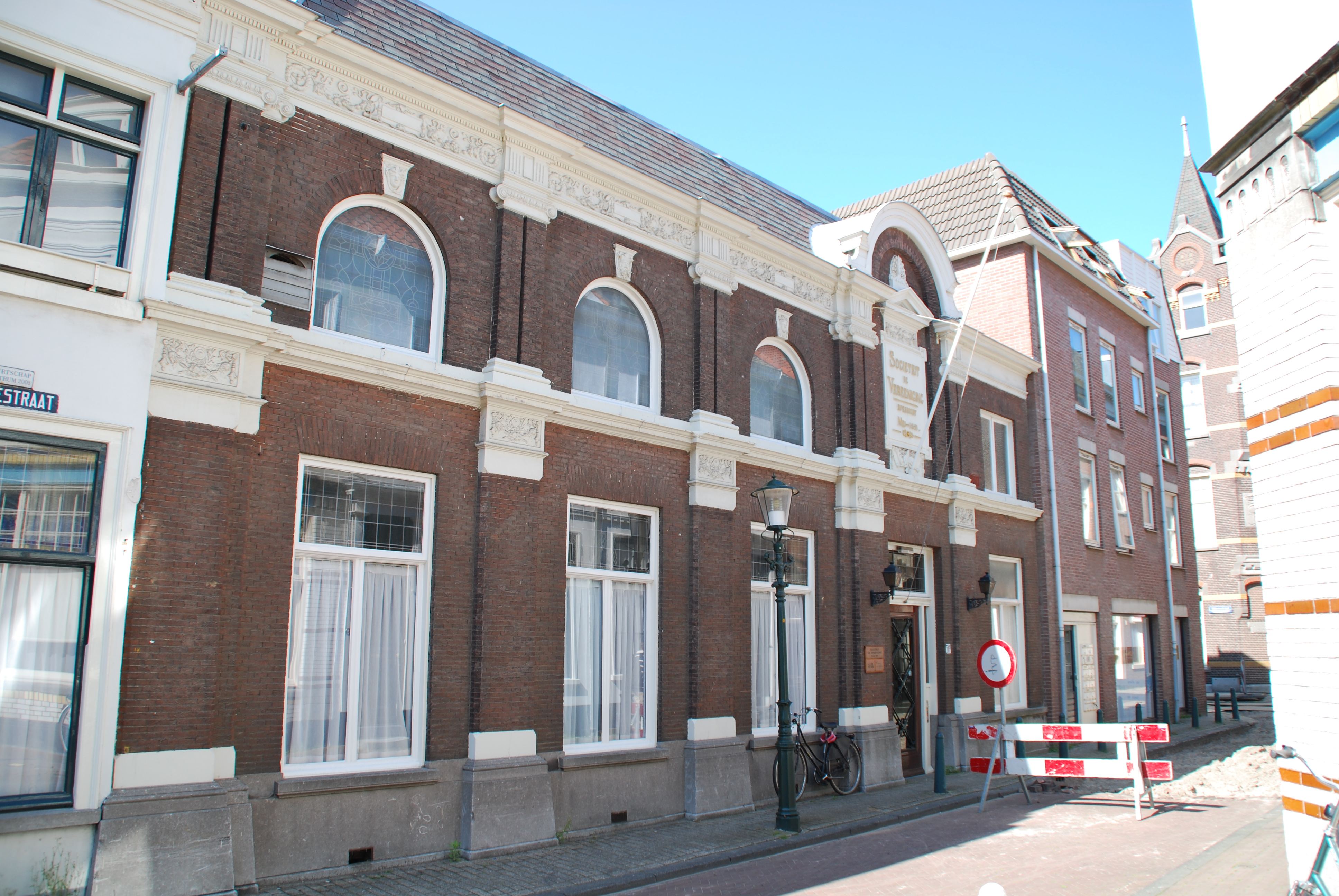
Herensociëteit De Vereeniging

Sociëteit De Vereeniging in Den Haag is een herensociëteit die werd opgericht op 30 april 1851.
De eerste leden waren 79 heren, die tijdelijk bijeenkwamen in een gehuurd pand aan de Kazernestraat 198 in Den Haag, daar achter zou zeven jaar later hotel Des Indes gebouwd worden.
Er waren in 1851 al verschillende herenclubs in Den Haag: de Grande Société dateert uit 1748 (de eerste sociëteit van Nederland), de Sociëteit de Besognekamer uit 1795, Nieuwe of Littéraire Sociëteit De Witte uit 1782. Toch groeide De Vereeniging snel uit tot 300 leden.

## Sociëteitsgebouw
Sinds 1853 is de sociëteit gevestigd in het pand 'Welgelegen', Kazernestraat 38B. Dit gebouw was daarvoor eigendom van de in 1849 overleden  koning Willem II. Rond 1880 werd de grote sociëteitszaal gebouwd en in 1905 kwam daar nog een grote serre bij.

## Tuin
De tuin werd door de bekende architect Jan David Zocher aangelegd. In de tuin werd in 1853 een grote feestzaal annex kolfbaan gebouwd. Later werd daar nog een overdekte kegelbaan aangebouwd. In 1875 werd een deel van de tuin verkocht voor de bouw van de Sint Jacobus de Meerderekerk aan de Parkstraat.

## Tweede Wereldoorlog
In 1941 werden het sociëteitsgebouw en de feestzaal door de Duitsers ingevorderd om er een Wehrmachtsheim van te maken. De club kreeg één dag om alles te ontruimen, en vond onderdak op de bovenste verdieping van restaurant Bagatel op de hoek van de Passage, waar nu hotel Novotel staat. Daar kwamen de leden van de Vereeniging in de oorlogsjaren bijeen.
Na de oorlog werd Welgelegen gerenoveerd. In 1965 is de feestzaal afgebrand en gesloopt.